# JOE (プロレスラー)
JOE（ジョー、1977年11月3日 - ）は、日本のプロレスラー。

## 経歴
「ジョー青山」のリングネームでKAIENTAI DOJO旗揚げ戦メインイベントの対藤田ミノル、MIYAWAKI戦にてデビュー（パートナーは筑前りょう太）。TAKAみちのくとの抗争により「ジョー緑山」と改名後は千葉ポートタワーズの一員となる。
後に「ジョー赤山」とさらなる改名を命じられた。
2004年の下北沢大会にて突如黒いコスチュームで現れ「JOE」となり、Mr. Xと共にバジリスクを結成した。
2005年にはJOEのハンサムぶりに目を付けたヤス・ウラノらの手によって「ザ･ハンサムJOE」として生まれ変わる。12月9日に開催されたインディーサミットに出場した。
2006年1月6日にTAKAみちのくに勝利しCHAMPION OF STRONGEST-K王者となる。4月5日にはSTRONGEST-K TAG王座も奪取し二冠王者となった。
11月14日に開催されたGPWA興行にバジリスクのメンバーで出場しいつものハンサムファイトを展開した。12月9日に開催されたインディーサミットのエンターテイメントマッチに出場した。
2リーグ時はRAVEの事実上のエースとして君臨しTAKAみちのくと人気を二分する。
2007年、2リーグ制廃止後にバジリスクは解散。「ハンサム道を歩まないか」とTAKAみちのくを誘いダッグ「チームハンサム」を結成。
2009年12月、山下一家との対決に敗退し、チームハンサム解散。フォール負けしたJOEは山下一家へ強制加入。
2011年、本人の申し出からスポット参戦となる。
2011年8月より、体調不良を理由に無期限の欠場に入っている。
2014年後楽園ホールのメモリアルマッチで復活したが、以降も不定期参戦から欠場、休業状態となっている。

## 得意技
- 雪崩式ブレインバスター

クラシカルなスタイルにこだわるJOEの必殺技であるトップロープからの雪崩式のブレーンバスター。勢いで後ろに倒れこむのではなく、コーナー上で相手を垂直に持ち上げきってからゆっくりと倒れこむのが特徴。形が美しく強力なのでブレインバスターと表記される。
- ポンプキック

二段式のフロントハイキック。TAKAみちのくのスーパーKと同時に繰り出すと、スーパーポンプキックになる。
- フルネルソン
- ハンサムロック

相手の左足に自分の右足を引っ掛けてから行うフルネルソン。
- ハンサムエルボー

ハンサムっぷりをアピールしてからのエルボードロップ。ピープルズ・エルボー同様、ダメージよりも技に行く過程が重要である。

## タイトル歴
KAIENTAI DOJO
- CHAMPION OF STRONGEST-K王座
- STRONGEST-K TAG王座

K-AWARD
- 年間最高試合賞シングル部門
- 年間最高試合賞タッグマッチ部門
- ベストパフォーマンス賞

## 入場テーマ曲
- 初代 : Blue Mountain（MAKIKO） ※キングレコード「KAIENTAI DOJO」に収録
- 2代目 : J・O・E（T.A.Factory） ※キングレコード「KAIENTAI DOJO 2」に収録

## テレビ出演
- プロレスKING（GAORA）